# Брук Вільямс
Брук Вільямс (англ. Brooke Williams; нар. 3 січня 1984) — новозеландська акторка, відома за ролями Дженсен Рал у Легенда про Шукача, Аурелії у Спартак: Кров та пісок і Єви у Всемогутні Джонсони.

## Біографія
Вільямс народилася в Крайстчерчі, де провела своє дитинство. У дуже молодому віці вона вирішила стати акторкою: почала виступати в аматорському театрі і відвідувати акторські курси.
Вона переїхала в Лондон, де починаючи з 2001 р. тренувалася у Mme Course, Acting for Screen і Globe Theatre. У 2002 р. взяла участь в Единбурзькому фестивалі Fringe, за що отримала театральную премію. Після повернення в Нову Зеландію працювала в Court Theatre в Крайстчерчі; переїхала на Північ в 2004 р., щоб завершити спеціальність театральне та екранне мистецтво в Новозеландській драматичній школі; ступінь отримала в 2006 році
У 2007 р. переїхала в Окленд, де приєдналася до Auckland Theatre Company, граючи провідну роль в Ромео і Джульєтті.
Її телевізійна кар'єра почалася в 2005 р., з фільму Зустрінемося в Маямі. Потім вона з'явилася в телесеріалі Спартак: Кров і пісок, його пріквелі Спартак: Боги арени та Легенда про Шукача.
Знімається у т/с Шотленд Стріт з початку 2013 р.
Знімається в телесеріалі 12 Мавп (12 Monkeys) з початку 2015 в ролі Хана Джонс доньки вченого.

## Фільмографія
| Рік  | Назва                | Роль           | Примітки |
| ---- | -------------------- | -------------- | -------- |
| 2005 | Зустрінемося у Маямі | Офіціантка     |          |
| 2007 | Kissy Kissy          | Ерін           |          |
| 2010 | Скрутне становище    | Марго Брамвелл |          |

| Рік       | Назва               | Роль          | Примітки        |
| --------- | ------------------- | ------------- | --------------- |
| 2009      | Вперед, дівчата     | Ванда         | 3 епізоди       |
| 2009      | Легенда про Шукача  | Дженсен       | 2 епізоди       |
| 2010      | Легенда про Шукача  | Дженсен       | 1 епізод        |
| 2010      | Це не моє життя     | Крістел       | 1 епізод        |
| 2010      | Шалені гроші        | Єлена         | 4 епізоди       |
| 2011      | Лід                 | Міллі         | Мінісеріал      |
| 2010–2012 | Спартак: Помста     | Аурелія       | Періодична роль |
| 2011      | Спартак: Боги арени | Аурелія       | 1 епізод        |
| 2011–2012 | Всемогутні Джонсони | Єва           | Періодична роль |
| 2011–2013 | Шотленд Стріт       | Лана Джейкобс | Періодична роль |
| 2015-2018 | 12 Мавп             | Ханна Джонс   | 18 епізодів     |
| 2016-2017 | Хроніки Шаннари     | Катанія       | 11 епізодів     |
| 2019      | Агенти Щ.И.Т.       | Батерфлай     | 6 епізодів      |